# アンリ・デマレ
アンリ・デマレ（Henri DesmaretsまたはDesmarest、1661年2月 パリ - 1741年9月7日 リュネヴィル）はフランス盛期バロック音楽の作曲家。
フランス王国宮廷礼拝堂の聖歌隊員として活動を始め、音楽的神童として認められる。1682年3月に、自作の《エンディミオン Endymion》によってオペラ作曲家としてデビュー。翌1683年にルイ14世から900ルーヴルの年金を下賜される。1696年に最初の夫人が他界した後、修道女マリー＝マルグリットを愛人に迎え、彼女の修道院からの脱走を手助けした咎に問われて、死刑を宣告される。1699年8月5日にフランスを脱出し、マリーともにネーデルラントに避難した。1701年にフェリペ5世によってスペイン宮廷音楽家に雇われ、1707年にロレーヌ大公に仕えた。1720年に、ブルゴーニュ大公によって赦免された。

## 主要作品一覧
- 二重合唱のためのミサ曲 (1704年)
- モテット《 Exandiat et Dominus》 (1704年)
- オラトリオ《われらが主イエス・キリストの神秘 Mystère de Notre Seigneur Jesus-Christ》
- ロレーヌの2つの大モテット Deux Grands Motets Lorrains (1710年)
- ロレーヌのモテット Lorraine Motets
  1. ロレーヌ風行進曲 Marche Lorraine
  2. リゴードン Rigaudon
  3. Domine ne in furore
  4. Usquequo Domine
  5. Confitebor Tibi Domine
  6. Lauda Jerusalem
- Les Louanges de Dieu
- ディヴェルティスマン《フォンテーヌブローのディアナ La Diane de Fontainebleau》 (1686年)